# It Doesn't Matter Now
It Doesn't Matter Now è il primo album del gruppo Kirlian Camera, pubblicato nel 1983.

## Tracce
Lato A
1. Communicate – 3:06
2. Future Rain – 4:10
3. Lontano – 1:13
4. Christ's Eyes – 6:04

Lato B
1. Breaths – 4:01
2. Edges – 3:41
3. After – 9:59

## Formazione
- Simona Buja - voce
- Angelo Bergamini - voce, sintetizzatore, elettronica
- Paul Sears - voce, sintetizzatore, basso
- Paolo Marchesi - basso
- Charlie Mallozzi - batteria